# بوسکو اوخنیا
بوسکو اوخنیا (انگلیسی: Eugenia Bosco؛ زادهٔ ۱۲ ژوئن ۱۹۹۷) قایقران زن قایق بادبانی اهل آرژانتین است.